# Cantone di Saint-Lubin-des-Joncherets
Il Cantone di Saint-Lubin-des-Joncherets è una divisione amministrativa dell'arrondissement di Dreux.
È stato costituito a seguito della riforma approvata con decreto del 24 febbraio 2014, che ha avuto attuazione dopo le elezioni dipartimentali del 2015.

## Composizione
Comprende i seguenti 47 comuni:
- Ardelles
- Beauche
- Bérou-la-Mulotière
- Boissy-lès-Perche
- Le Boullay-les-Deux-Églises
- Brezolles
- La Chapelle-Fortin
- Châtaincourt
- Châteauneuf-en-Thymerais
- Les Châtelets
- Crucey-Villages
- Dampierre-sur-Avre
- Digny
- Escorpain
- Favières
- La Ferté-Vidame
- Fessanvilliers-Mattanvilliers
- Fontaine-les-Ribouts
- La Framboisière
- Jaudrais
- Lamblore
- Laons
- Louvilliers-lès-Perche
- Maillebois
- La Mancelière
- Le Mesnil-Thomas
- Montigny-sur-Avre
- Morvilliers
- Prudemanche
- La Puisaye
- Puiseux
- Les Ressuintes
- Revercourt
- Rohaire
- Rueil-la-Gadelière
- Saint-Ange-et-Torçay
- Saint-Jean-de-Rebervilliers
- Saint-Lubin-de-Cravant
- Saint-Lubin-des-Joncherets
- Saint-Maixme-Hauterive
- Saint-Rémy-sur-Avre
- Saint-Sauveur-Marville
- La Saucelle
- Senonches
- Serazereux
- Thimert-Gâtelles
- Tremblay-les-Villages